# Проведення виробки

Проведення виробки, проходження виробки, проходка виробки — комплекс робіт, руйнування та видобування гірських порід у межах контуру поперечного перерізу підготовчої виробки, встановленого відповідним паспортом. 

## Загальний опис
Виконується в процесі утворення розкривної або підготовчої виробки. Точної класифікації способів П.в. не існує. Розрізняють П.в. при підземних та наземних гірничих роботах. У вітчизняній практиці виділяють такі основні способи П.в.: звичайні та спеціальні, в однорідних та неоднорідних породах, з однорідним і змішаним вибоєм, з вузьким і широким вибоєм, одним або двома зустрічними вибоями або декількома зустрічними та наздоганяючими вибоями, відразу на повну площу перерізу або з проходженням випереджаючої виробки меншої площі перерізу, окремим вибоєм або декількома вибоями, що рухаються паралельно, з сусідньої виробки (з недозарядом свердловин) і т. д.
Проходку п і д з е м н и х гірничих виробок здійснюють бурінням, вибуховими роботами, проведенням виробок вузьким або широким ходом, з підриванням підошви або покрівлі, зустрічними виробками та ін. способами. Проходку стволів здійснюють звичайними (механічними, вибуховими) та спеціальними способами (із заморожуванням, цементацією, з опускним кріпленням та інші). В залежності від послідовності виконання операцій власне проходки та кріплення ствола розрізняють послідовні, паралельні та поєднані (комбіновані) схеми проходки. Світовий рекорд швидкості проходки ствола на-лежить тресту «Донецькшахтопроходка», — 402,3 м готового ствола за місяць, встановлений при проходці у 1969 році вертикального ствола на шахті «17/17 біс».
При н а з е м н і й проходці гірничих виробок (наприклад, траншей) виділяють два способи: — проходка виробки (траншеї) відразу на всю глибину; — пошарова проходка траншеї. За конструкцією вибою розрізняють проходку траншеї торцевим (лобовим) або бічним вибоєм. За наявністю або відсутністю транспортних засобів розрізняють безтранспортні, транспортні та комбіновані способи проходки.
Проходку с в е р д л о в и н здійснюють бурінням. При цьому основний спосіб руйнування гірської породи — механічний. Інколи застосовують гідравлічний, хімічний та ін. На початку XXI ст. успішно випробувано кавітаційно-пульсаційне промивання вибою (запропоноване Р. С. Яремійчуком у 1996 р.), що дозволяє радикально (до 3-х разів) збільшити швидкість поглиблення свердловини.

## Технологічна схема проведення гірничої виробки
Опис і графічне зображення параметрів гірничої виробки,  кріплення, розташування обладнання, який містить послідовність і тривалість виконання прохідницьких операцій та розрахункові техніко-економічні показники.

## Фазова проходка
Організація робіт по проведенню горизонтальних гірничих виробок в складних гірничо-геол. умовах, що передбачає поетапне розкриття вибою до проектного перетину. Застосовується, як правило, при проходці гол. відкаточних штреків в умовах водонасичених порід (напр., у Підмосковному вуг. бас.). Послідовність виконання гірничо-буд. робіт при Ф.п. зумовлює порівняно низькі темпи проведення виробок і високу вартість робіт.

## Спосіб проходки заморожуванням
Спосіб проведення гірничих виробок у водоносних породах, який базується на заморожуванні гірських порід за периметром майбутньої гірничої виробки і створенні навколо неї авадопородної стіни, що є тимчасовим кріпленням на час проведення виробки. Заморожування порід може бути природним і штучним.